# Petite coupe du monde des clubs
La petite coupe du monde des clubs (espagnol : Pequeña Copa del Mundo) était une compétition amicale de football qui se tenait au Venezuela entre 1952 et 1957, puis en 1963 et en 1965. 
Elle était en général disputée par huit participants, une moitié venant d'Europe et l'autre moitié d'Amérique du Sud. La Coupe Latine a été initialement utilisée pour sélectionner les équipes européennes du tournoi. Les critères de sélection sud-américains sont inconnus.
Les problèmes politiques au Venezuela, l'enlèvement d'Alfredo Di Stéfano en 1963 et la création de la Coupe intercontinentale ont eu raison de cette compétition de clubs à la fin des années 1960.

## Palmarès
| Édition                  | Vainqueur             | Finaliste            |
| ------------------------ | --------------------- | -------------------- |
| 1952                     | Real Madrid           | CA River Plate       |
| 1953(I)                  | Millonarios           | Botafogo de FR       |
| 1953(II)                 | SC Corinthians        | AS Rome              |
| 1955                     | São Paulo             | Valence CF           |
| 1956                     | Real Madrid           | CR Vasco da Gama     |
| 1957                     | FC Barcelone          | Botafogo de FR       |
| Non tenue de 1958 à 1962 |                       |                      |
| 1963                     | São Paulo FC          | Real Madrid          |
| 1965                     | Benfica Lisbonne      | Atlético de Madrid   |
| 1966                     | Valencia CF           | Vitória SC           |
| 1967                     | Athletic Bilbao       | Académica de Coimbra |
| 1969                     | Spartak Trnava        | Deportivo La Corogne |
| 1970                     | Vitória Futebol Clube | Santos FC            |
| 1975                     | Allemagne de l'Est    | Boavista FC          |